# Конге
Конге (фр. Conquet) је насељено место у Француској у региону Бретања, у департману Финистер.
По подацима из 2011. године у општини је живело 2688 становника, а густина насељености је износила 318,11 становника/km².

## Демографија
| 1962. | 1968. | 1975. | 1982. | 1990. | 2011. |
| ----- | ----- | ----- | ----- | ----- | ----- |
| 1.891 | 1.811 | 1.881 | 2.011 | 2.149 | 2.688 |